# Ferocactus diguetii
Ferocactus diguetii, vrsta kaktusa iz sjeverozapadnog Meksika.

## Uzgoj
- Preporučena temperatura:  Dan: 8-24°C,Noć: 9-10°C
- Tolerancija hladnoće:  podnosi smrzavanje
- Minimalna temperatura:  10°C
- Izloženost suncu:  cijeli dan
- Porijeklo:  Meksiko (Baja California, Gulf islands - Carmen, Santa Catalina, Cerralvo, Danzante, i San Diego islands)
- Opis:  raste sam; ovo je jedna od najvećih vrsta iz porodice Ferocactus, naraste do 3.6 m u visinu i 90 cm u širinu
- Potrebnost vode:  malo vode, ne davati mu vodu kada se stabilizira
- Cvjetovi:  Ferocactus diguetii ima crvenkaste cvjetove duge 4 cm i široke 4 cm. Plodovi su mu dugi 3 cm.

## Podvrste
- Ferocactus diguetii var. carmenensis

## Vanjske poveznice
|  | Zajednički poslužitelj ima stranicu o temi Ferocactus diguetii    |
|  | Zajednički poslužitelj ima još gradiva o temi Ferocactus diguetii |